# 長崎県立平戸高等学校
長崎県立平戸高等学校（ながさきけんりつ ひらどこうとうがっこう, Nagasaki Prefectural Hirado High School）は、長崎県平戸市草積町にある県立高等学校。

## 概観
歴史
1949年（昭和24年）に設置された長崎県立猶興館高等学校の2つの分校を前身とし、1975年（昭和50年）に2分校が統合の上、猶興館高等学校から分離・独立した。2年後の1977年（昭和52年）現在地に移転。2004年（平成16年）に総合学科を設置し、今日に至る。
設置課程・学科
全日制課程 総合学科
- 2年時より大半を進路希望に合わせ、以下の系列（コースではない）に分かれて学習する。
  - 「人文・メディカル系列」（四年制大学、短期大学、看護学校等への進学に必要な科目を中心に学習）
  - 「情報ビジネス系列」（専門学校・商業系大学への進学や就職に必要な科目を中心に学習）
  - 「福祉サービス系列」（訪問介護員2級取得に必要な科目を中心に学習）

校訓
「自律・敬愛・創造」
スローガン
「地域に根ざし、道を拓く」
校章
「梶の葉」の上に「高」の文字（旧字体）。「梶の葉」は、平戸藩松浦氏の家紋に使用されていた。
校歌
作詞は山野襄介、作曲は寺崎良平による。歌詞は3番まであり、校名は歌詞に登場しない。
制服
男子はブレザー、ネクタイ。女子はセーラー服。ジャージは学年（入学年度）によって異なる。紺・赤・緑（ライトグリーン）

## 沿革
- 1949年（昭和24年）- 長崎県立平戸高等学校（現・長崎県立猶興館高等学校）の定時制分校（普通科・4年制・定員40名）が平戸島中部と南部に設置される。
  - 中部（北松浦郡 紐差村）- 「長崎県立平戸高等学校 紐差分校」が紐差村立紐差小学校に併設される。
  - 南部（北松浦郡 津吉村）- 「長崎県立平戸高等学校 津吉分校」が津吉村立津吉小学校に併設される。
- 1953年（昭和28年）- 本校の改称に伴い、「長崎県立猶興館高等学校 紐差分校」と「長崎県立猶興館高等学校 津吉分校」に変更。
- 1955年（昭和30年）- 紐差分校と津吉分校を統合して「長崎県立猶興館高等学校 平戸南分校」とし、それぞれを「紐差教室・津吉教室」と変更する。
- 1964年（昭和38年）- 全日制課程へ変更し、再び「長崎県立猶興館高等学校 紐差分校」・「長崎県立猶興館高等学校 津吉分校」となる。
- 1975年（昭和50年）- 2分校を統合し、「長崎県立平戸高等学校」（現校名）とする。新校舎完成までは紐差校舎と津吉校舎の2校舎制とした。
- 1977年（昭和52年）5月16日 - 紐差校舎・津吉校舎を廃止し、現在地へ新築移転。
- 1986年（昭和61年） - サッカー部が全国高校サッカー選手権1985年大会に出場を果たす。
- 2004年（平成16年）4月1日 - 学科を改編して総合学科を設置[2]。
- 2006年（平成18年）
  - 3月31日 - 普通科を廃止。
  - 4月1日 - 3学年とも総合学科となる。

## 学校行事
1学期
- 4月 - 始業式、入学式、歓迎遠足
- 5月 - 中間考査、生徒総会、進路学習
- 6月 - 高総体、期末考査
- 7月 - 高1企業見学、クラスマッチ（球技大会）、終業式、夏季補習、高2職場体験、
- 8月 - 平和学習（9日 長崎原爆の日）、夏季補習、中学生1日体験入学オープンスクール）

2学期
- 8月末 - 始業式
- 9月 - 体育祭
- 10月 - 中間考査、文化祭（郷土芸能「平戸水軍太鼓」の演奏等）
- 11月 - 高1職場体験、期末考査
- 12月 - 高3福祉系列現場実習、クラスマッチ（球技大会）、終業式

3学期
- 1月 - 始業式、高2修学旅行、高3学年末考査
- 2月 - マラソン大会、総合学科発表会、高1・2学年末考査
- 3月 - 卒業式、高校一般入試、終業式（修了式）

## 部活動
運動部
- バスケットボール部
- サッカー部（男子）
- 野球部（男子）
- バレーボール部（女子）
- ソフトテニス部

文化部
- 吹奏楽部
- 家庭ボランティア部
- パソコン研究部

## 著名な出身者
- 前川和也（元サッカー日本代表GK）
- 北吉敏文（インテリアデザイナー）
- 小林正樹（歌手、内山田洋とクール・ファイブベース担当）

## アクセス
最寄りのバス停
- 生月自動車（生月バス）「平戸高校前」バス停

最寄りの道路
- 国道383号沿い